# 鞍馬天狗横浜に現る
『鞍馬天狗横浜に現る』（くらまてんぐよこはまにあらわる）は、1942年製作の日本映画。監督・脚本は伊藤大輔、主演は嵐寛寿郎、製作は大映京都撮影所。尺長は全8巻。1942年10月29日公開。

## あらすじ
舞台は明治初期の横浜。悪徳商人ヤコブは、表向きは居留地で貿易商を営んでいるが、実は大量の贋金で暴利を得ていた。このままでは、わが国の財政は破綻するとの新政府の意向で、鞍馬天狗こと浪人倉田典膳は、ヤコブの経営する曲馬団ダフネに用心棒として潜入する。そのころ、盲目の女芸人お力と角兵衛獅子の杉作、チャコの兄妹が居留地に現れる。名医ヘボン博士にお力の目を治療してもらうためだ。杉作らは、ヤコブの陰謀に巻き込まれて死んだ造船技師小原の遺書を偶然手に入れ、探索中の倉田と知り合う。小原の遺書にヤコブの悪事の仔細が書かれているのを見た倉田は、杉作とともにヤコブの贋金工場を発見する。ヤコブは倉田を抹殺すべく、小原の従弟三浦勝比古に、兄を殺したのは鞍馬天狗で敵を討てと唆す。こうして、鞍馬天狗とヤコブとの戦いの幕が切って落とされる。

## 概説
トーキー以後スランプに陥っていた伊藤大輔であったが、本作では趣向を凝らしたミステリー形式の時代劇として高い評価を得て、監督としての伊藤復活をファンに印象付けた。とくに嵐寛寿郎の十八番の鞍馬天狗を、曲馬団で傘張りをしたり、看板スターの美女の買物のお供をするくたびれた役柄に変えるなどパロディ化したり、幕末から開国後に舞台を移したことで、旧来の江戸と西洋文明とがまざりあった独自の世界を作り上げている。
伊藤は、ロケ地の岡山県玉野市の造船所で、嵐寛寿郎に300メートル疾走しながらの乱闘をワンカットで撮るシークエンスを設けた。伊藤自身、寛寿郎の美しい殺陣を買っていたが「完成されすぎたうらみもあります。そこへいま一つ破調のリズムを、“戟”の波紋を投ずるべき」（竹中労『聞き書きアラカン一代　鞍馬天狗のおじさんは』1976年11月　白川書院）という狙いがあった。
全力疾走でしかも刀を振り回しての立ち回りには、さすがの寛寿郎も「センセイ、これちょっと無理やと思いまっけどな。」と断ったが、伊藤は「ああ。そうですか。あなたには無理ですか。」と突っぱね、逆に寛寿郎を発奮させてこのシーンを撮った。試写を見た伊藤は、300メートル走りながら左右に敵を切り捨てる寛寿郎の裾が一糸も乱れていないのに感心し「あれほどの大移動で、裾が乱れておりません。きちっとさばいているのです。アラカン、このひともわざおぎです。」と賛辞を送った。寛寿郎も「すごい迫力や。走れるものやなあと我ながら感激してしもた。イドウダイスキ（移動撮影を得意とした伊藤監督のもじり）とはよういうた。なるほどと納得した。」と述べている（前述の竹中労の著作より）。なお、戦後の進駐軍の検閲により、このシーンは削除されて見ることは出来ない。
戦後『鞍馬天狗・黄金地獄』と改題されてリバイバル上映された。

## キャスト

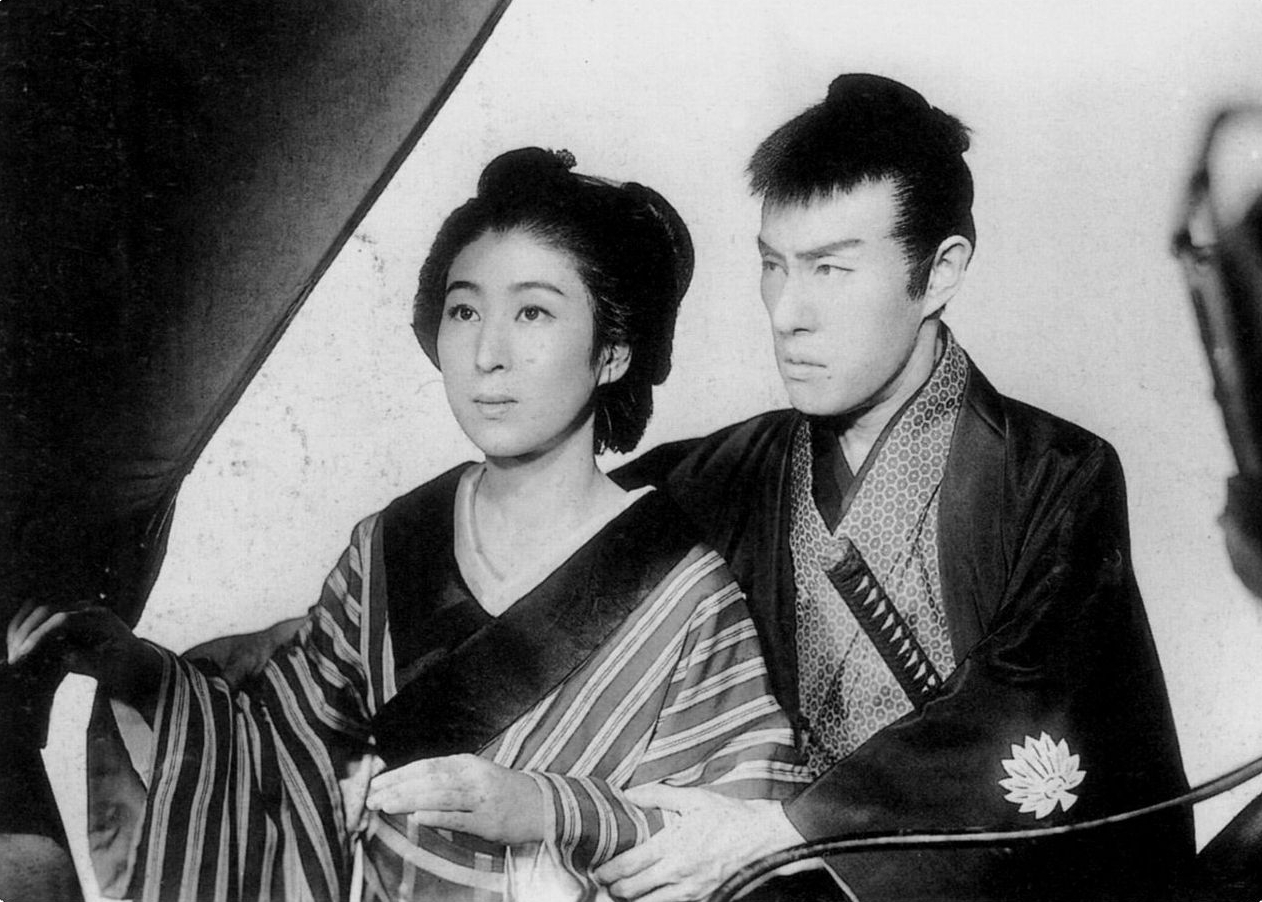
琴糸路と嵐寛寿郎

- 倉田典膳：嵐寛寿郎
- お力：琴糸路
- 小原正樹・三浦勝比古：原健策
- 小原由香：内田博子
- 杉作：沢勝彦
- チャコ：上田玲子
- ヤコブ：上山草人
- ヘボン先生：A・ペトロヴィチ
- ドロシー：G・コズロヴァ
- 王大年：山本冬郷

ほか

## スタッフ
- 原作：大佛次郎
- 脚本・監督：伊藤大輔
- 撮影：石本秀雄
- 美術：角井平吉
- 音楽：西悟郎